# Miyuki-chan in the Wonderland
Miyuki-chan in the Wonderland (不思議の国の美幸ちゃん, Fushigi no kuni no miyuki-chan) est un manga de CLAMP sorti en 1995. Publié en français aux éditions Tonkam et a été adapté en OAV de deux épisodes.
Cette œuvre est librement adaptée de Alice au pays des merveilles de Lewis Carroll, mais sur un ton plutôt érotique.
L'héroïne apparaît en fond, cachée dans les décors d'un autre manga de CLAMP : Tsubasa - RESERVoir CHRoNiCLE -, il faut la trouver à chaque fois un peu comme dans One Piece avec les pandaman que le mangaka s'amuse à cacher.